# Pommiers-la-Placette
Pommiers-la-Placette – miejscowość i dawna gmina we Francji, w regionie Owernia-Rodan-Alpy, w departamencie Isère. W 2013 roku populacja gminy wynosiła 570 mieszkańców. 
W dniu 1 stycznia 2017 roku z połączenia dwóch ówczesnych gmin – Pommiers-la-Placette oraz Saint-Julien-de-Raz – utworzono nową gminę La Sure-en-Chartreuse. Siedzibą gminy została miejscowość Saint-Julien-de-Raz. 